# ドックスキーピンタイム
ドックスキーピンタイム（Docs Keepin Time、1987年 - 2013年3月15日）は、アメリカ合衆国でタレントとなった馬である。主にハリウッドを拠点に活動し、1994年の映画『黒馬物語』などで主役を演じた。動物ながら映画『黒馬物語』ではトップクレジットとしての扱いを受けている。
若いころには競馬にも出走したが大した成績は残せなかった。しかし俳優馬に転身して成功した。ほかに『モンタナの風に抱かれて』のガリバー役など多数。彼の仔馬も何頭か同じ分野で成功している。1994年、シルヴァーシュプール賞を受賞。

## プロフィール
- 品種：アメリカンクォーターホース
- 生年：1987年
- 性別：牡馬
- 毛色：青毛
- 父: メリドック 1977年生 アメリカンクォーターホース（父系はサラブレッドのテディ系）
- 母: シスターステフ 1980年生 アメリカンクォーターホース